# Darinka Radović
Darinka Radović (Kloka, 6. siječnja 1896.-Rajkovac 23. svibnja 1943.), bila je zemljoradnica i narodni heroj Jugoslavije. Rođena je 7. siječnja 1896. godine u selu Kloki kod Natalinaca, a od udaje je živela u selu Rajkovcu, kod Topole. Četnici su je ubili zajedno s njezine dvije kćeri u svibnju 1943. godine.

## Životopis
Potjecala je iz siromašne zemljoradničke obitelji i nije se školovala. Od udaje 1919. živela je u selu Rajkovcu, kod Topole i u braku sa suprugom Vojislavom dobila dvije kćeri  — Radmilu i Stanku. Zajedno sa suprugom, bavila se zemljoradnjom i nije se interesirala za politiku.1941. njen suprug je kao vojnik Jugoslavenske vojske zarobljen i odveden u njemačko zarobljeništvo.
U vrijeme ustanka u Srbiji, u ljeto 1941. mještani njenog sela počeli su pomagati partizane, zbog čega je selo postalo značajno partizansko uporište. Nakon Prve neprijateljske ofanzive, u jesen 1941. Darinka i njene kćeri su se uključile u Narodnooslobodilački pokret (NOP) i počele u svoju kuću da primaju partizane i partijske radnike, koji su bili progonjeni od okupatorskih i kvinsliških snaga. Tijekom 1942. njena kuća postala je značajna partizanska baza, a u njenom dvorištu bilo je iskopano podzemno sklonište. Pored partizanskih boraca i kurira, ovdje su svraćali i rukovodioci partizanskog pokreta, među kojima i Dušan Petrović Šane, sekretar Okružnog komiteta KPJ.
Kako bi zaplašili mještane Rajkovca i odvratili ih od suradnje sa partizanima, pripadnici Oplenačke brigade Gorske kraljeve garde su Darinku i njezine kćeri — dvadesetogodišnju Radmilu i četrnaestogodišnju Stanku, kao poznate partizanske suradnice, zaklali u noći 22/23. maja 1943. u seoskoj crkvenoj porti. Kao motiv za ovo ubojstvo spominje se zemunica sa ranjenim partizanom, koju nisu htjele otkriti četnicima. U Topoli im je posvećen Spomenik majkama i kćerima Šumadije.
Za narodnog heroja proglašena je 9. listopada 1953. godine.